# CCL27
CCL27 (англ. C-C motif chemokine ligand 27) – білок, який кодується однойменним геном, розташованим у людей на 9-й хромосомі. Довжина поліпептидного ланцюга білка становить 112 амінокислот, а молекулярна маса — 12 618.
| 10         |  | 20         |  | 30         |  | 40         |  | 50         |
| ---------- |  | ---------- |  | ---------- |  | ---------- |  | ---------- |
| MKGPPTFCSL |  | LLLSLLLSPD |  | PTAAFLLPPS |  | TACCTQLYRK |  | PLSDKLLRKV |
| IQVELQEADG |  | DCHLQAFVLH |  | LAQRSICIHP |  | QNPSLSQWFE |  | HQERKLHGTL |
| PKLNFGMLRK |  | MG         |  |            |  |            |  |            |

A: Аланін

C: Цистеїн

D: Аспарагінова кислота

E: Глутамінова кислота

F: Фенілаланін

G: Гліцин

H: Гістидин

I: Ізолейцин

K: Лізин

L: Лейцин

M: Метіонін

N: Аспарагін

P: Пролін

Q: Глутамін

R: Аргінін

S: Серин

T: Треонін

V: Валін

W: Триптофан

Кодований геном білок за функцією належить до цитокінів. 
Секретований назовні.